# Leptataspis siamensis
Leptataspis siamensis är en insektsart som först beskrevs av Butler 1874.  Leptataspis siamensis ingår i släktet Leptataspis och familjen spottstritar. Inga underarter finns listade i Catalogue of Life.